# Pic Loma Prieta
Le pic Loma Prieta est une montagne du centre de la Californie aux États-Unis qui s'élève à 1 154 m d'altitude. Il est le point culminant des monts Santa Cruz.